# 岡田信弘
岡田 信弘（おかだ のぶひろ、1951年8月23日 - ）は、日本の法学者。専門は憲法。北海道大学名誉教授。

## 人物
北海道出身であり、明治学院大学教授、北海道大学教授を経て、現在は北海道大学名誉教授、北海学園大学教授を務める。
統治機構、政治過程、選挙制度、国民投票、第三世代の人権を中心に研究しており、過去には旧司法試験第二次試験考査委員を長期にわたって務めていた。

## 来歴
1951年8月23日、北海道で生まれる。
1970年3月、函館ラ・サール高等学校を卒業。1974年3月、北海道大学法学部法律学科を卒業。1976年3月、北海道大学大学院法学研究科公法専攻修士課程修了。
1979年3月、北海道大学大学院法学研究科公法専攻博士課程単位修得退学。同年4月には、北海道大学法学部にて助手を務める。
1980年4月には明治学院大学法学部講師、1983年4月には明治学院大学法学部 助教授を務める。1986年4月から1988年3月まで、パリ第2大学にて在外研究を行う。1992年4月に明治学院大学法学部教授、1996年4月に北海道大学法学部教授、2000年4月に北海道大学大学院法学研究科教授を務める。
2001年には司法試験第二次試験考査委員（旧司法試験）を2010年まで務める。2002年12月から2004年3月までは、北海道大学評議員、2004年の12月から2006年12月までは北海道大学大学院法学研究科長・法学部長を務める。
2015年4月に北海道大学法科大学院特任教授、2016年4月に北海道大学定年退官、同名誉教授となる。北海学園大学大学院法務研究科教授、2024年4月に北海学園大学大学院法学研究科法務特任教授。また、上記の他に、放送大学教養学部客員教授を務めた。

## 主要著書・編著
- 『事例から学ぶ日本国憲法』（放送大学教育振興会, 2013年）
- 館田晶子, 小倉一志, 黒川伸一, 新井誠, 齊藤正彰と共著『憲法のエチュード』（編著, 八千代出版, 2004年初版・2012年第3版）
- 高見勝利, 常本照樹と共編『日本国憲法解釈の再検討』（編著, 有斐閣, 2004年）
- 中村睦男, 高橋和之, 辻村みよ子編『欧州統合とフランス憲法の変容』（分担執筆, 有斐閣, 2003年）
- 横田耕一, 高見勝利編『ブリッジブック憲法』（分担執筆, 信山社出版, 2002年）
- 高見勝利編『人権論の新展開』（分担執筆, 北海道大学図書刊行会, 1999年）
- 岩村正彦編『政治過程と法』（分担執筆, 岩波書店, 1997年）